# Сахочолаво
Сахочолаво (груз. სახოჭოლავო) — село в Грузии, на территории Хобского муниципалитета края (мхаре) Самегрело-Верхняя Сванетия.

## География
Село находится в западной части Грузии, к востоку от реки Хоби, на расстоянии приблизительно 3 километров (по прямой) к востоку от города Хоби, административного центра муниципалитета. Абсолютная высота — 27 метров над уровнем моря.

## Население
По результатам официальной переписи населения 2014 года, в Сахочолаво проживало 298 человек (146 мужчин и 152 женщины). В национальной структуре населения грузины составляли 99 %, русские — 0,3 %, украинцы — 0,3 %.
| Год  | Население, человек |
| ---- | ------------------ |
| 2002 | 417                |
| 2014 | ↘ 298              |